# Juan Antonio Cavestany
Juan Antonio Cavestany y González Nandín (Sevilla, 31 de diciembre de 1861-Madrid, 22 de diciembre de 1924) fue un escritor y político español, diputado en el Congreso durante la restauración borbónica y académico de la Real Academia Española.

## Biografía

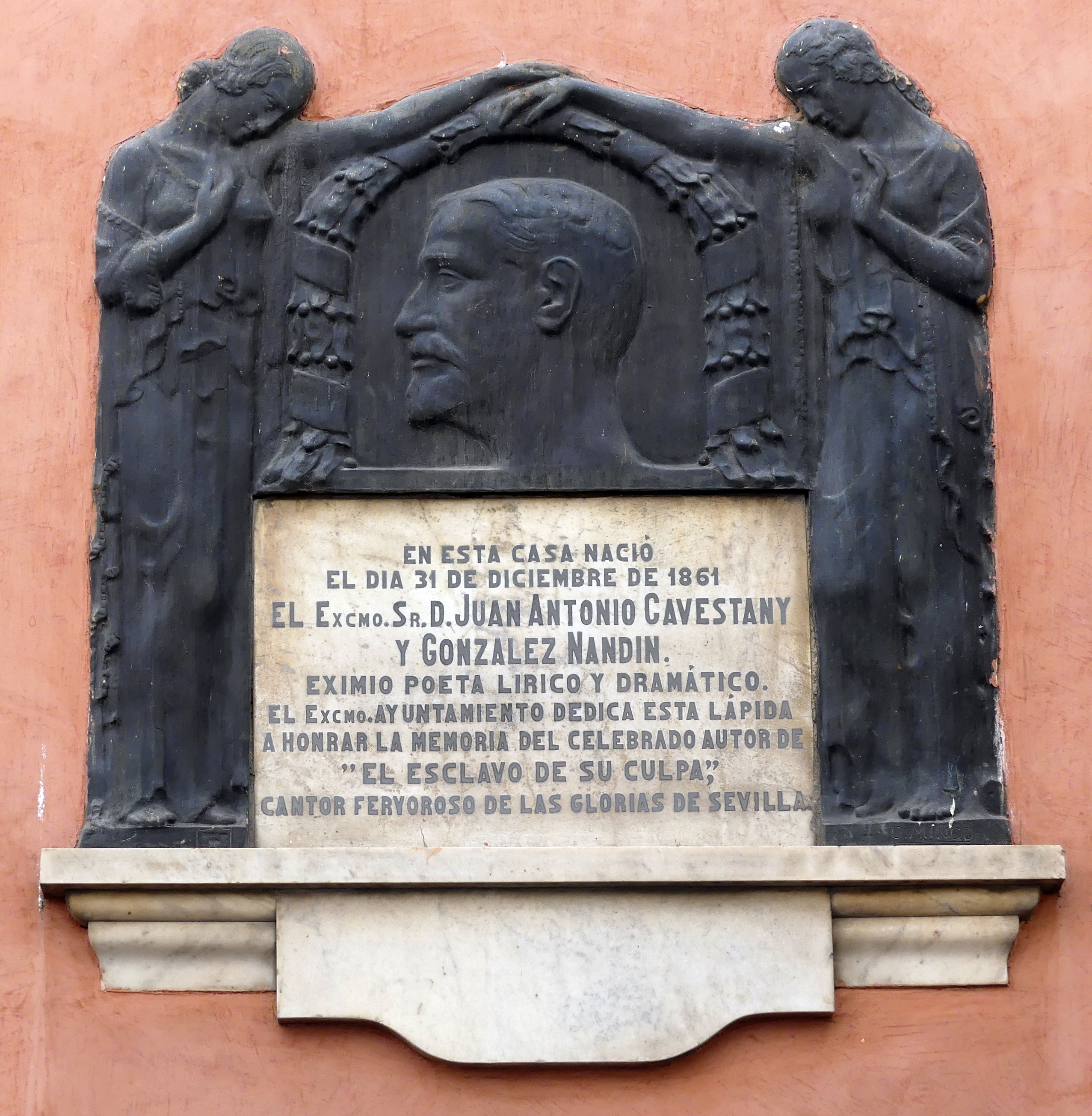
Placa en el inmueble donde nació de la calle Zaragoza de Sevilla

Pasó su infancia en Sevilla, donde comenzó a escribir muy joven, y alcanzó el éxito cuando estrenó el 13 de diciembre de 1877, con solo dieciséis años, la pieza teatral El esclavo de su culpa. Cofundó con el médico y poeta José Velarde y Mario Méndez Bejarano el Liceo de Sevilla. 
Ya en Madrid militó en el Partido Conservador de Antonio Cánovas del Castillo, y fue elegido diputado por el distrito gaditano de Grazalema en las elecciones generales de 1891, por el salmantino de Vitigudino en las elecciones de 1896, 1898 y 1899, y por el también salmantino de Sequeros en las de 1903. Después, fue senador por la provincia de Salamanca de 1905 a 1910 y senador vitalicio en 1914. En 1902 ingresó como académico en la Real Academia Española con el discurso La copla popular. Era considerado un gran orador y declamador, y desde 1909 a 1910 viajó por América (México, San Luis de Potosí, Cuba, Guatemala, Nueva Orleáns, Valparaíso, Argentina...) dando conferencias sobre la lengua y la literatura españolas acompañadas de recitales de poesía.
La Diputación Provincial de Cáceres compró su archivo y gran biblioteca a la familia Cavestany-Carvajal junto con el palacio de Carvajal en 1985. En su archivo pueden encontrarse manuscritos de Ricardo León, Blanca de los Ríos, Pedro Muñoz Seca, Eduardo Zamacois, Jacinto Benavente, Manuel Linares Rivas, Emilio Carrere o Ricardo León.

## Obras
- Ensayos poéticos, Sevilla, Imprenta de Gironés y Orduña, 1875
- El esclavo de su culpa, Madrid, Imprenta de José Rodríguez, 1877.
- Grandezas humanas, Madrid, Imprenta de José Rodríguez, 1878
- El casino, Madrid, Imprenta Fortanet, 1879
- Salirse de su esfera, Madrid, Imprenta de José Rodríguez, 1879
- Que ustedes lo pasen bien, Madrid, Imprenta Montoya y Cía., 1880
- Sobre quién viene el castigo, Madrid, Imprenta de G. Estrada, 1880
- ¡Ay, qué tío!, Madrid, Imprenta de José Rodríguez, 1880
- La noche antes, Madrid, Imprenta de José Rodríguez, 1880
- Despertar en la sombra, Madrid, Imprenta de G. Estrada, 1881
- Juan Pérez, Madrid, Imprenta de José Rodríguez, 1881
- Con José Velarde, Pedro el Bastardo, Madrid, Imprenta Velasco, 1888
- Poesías, Madrid, Imprenta Sucesores de Rivadeneyra, 1889
- Sofía, Madrid, Imprenta Velasco, 1895
- La Duquesa de la Valière, Madrid, Imprenta Velasco, 1900
- La Reina y la Comedianta, Madrid, Imprenta Velasco, 1900
- Nerón, Madrid, Imprenta Velasco, 1901
- El Leoncillo, Madrid, Imprenta Velasco, 1901
- Farinelli, Madrid, Imprenta Velasco, 1902, ópera con música de Tomás Bretón.
- Los tres galanes de Estrella, Madrid, Imprenta Velasco, 1902
- [La copla popular] Discursos leídos ante la Real Academia Española en la recepción pública del [...] Sr. D. ~ celebrada el día 23 de febrero de 1902 [Discurso de contestación del Sr. D. Manuel de Palacio], Madrid, Tipografía Sucesores de Rivadeneyra, 1902
- Versos viejos, Madrid, Imprenta de Fernando Fe, 1907
- Al pie de la Giralda, Madrid, Imprenta de Fernando Fe, 1908
- El idilio de los viejos, Madrid, Imprenta de la Revista de Archivos, Bibliotecas y Museos, 1909
- Tras los mares, Madrid, Imprenta de Fernando Fe, 1911
- Más versos, Madrid, Imprenta de la Revista de Archivos, Bibliotecas y Museos, 1913
- La Guerra, Madrid, Imprenta de la Revista de Archivos, Bibliotecas y Museos, 1914
- Tristes y alegres, Madrid, Imprenta de la Revista de Archivos, Bibliotecas y Museos, 1916
- Cantos de Otoño, Madrid, Imprenta de la Viuda de Pueyo, 1918
- Las andanzas de Clorinda o los galanes y el tío, Barcelona, Imprenta Montaner y Simón, 1923.